# Rzut sędziowski (piłka nożna)

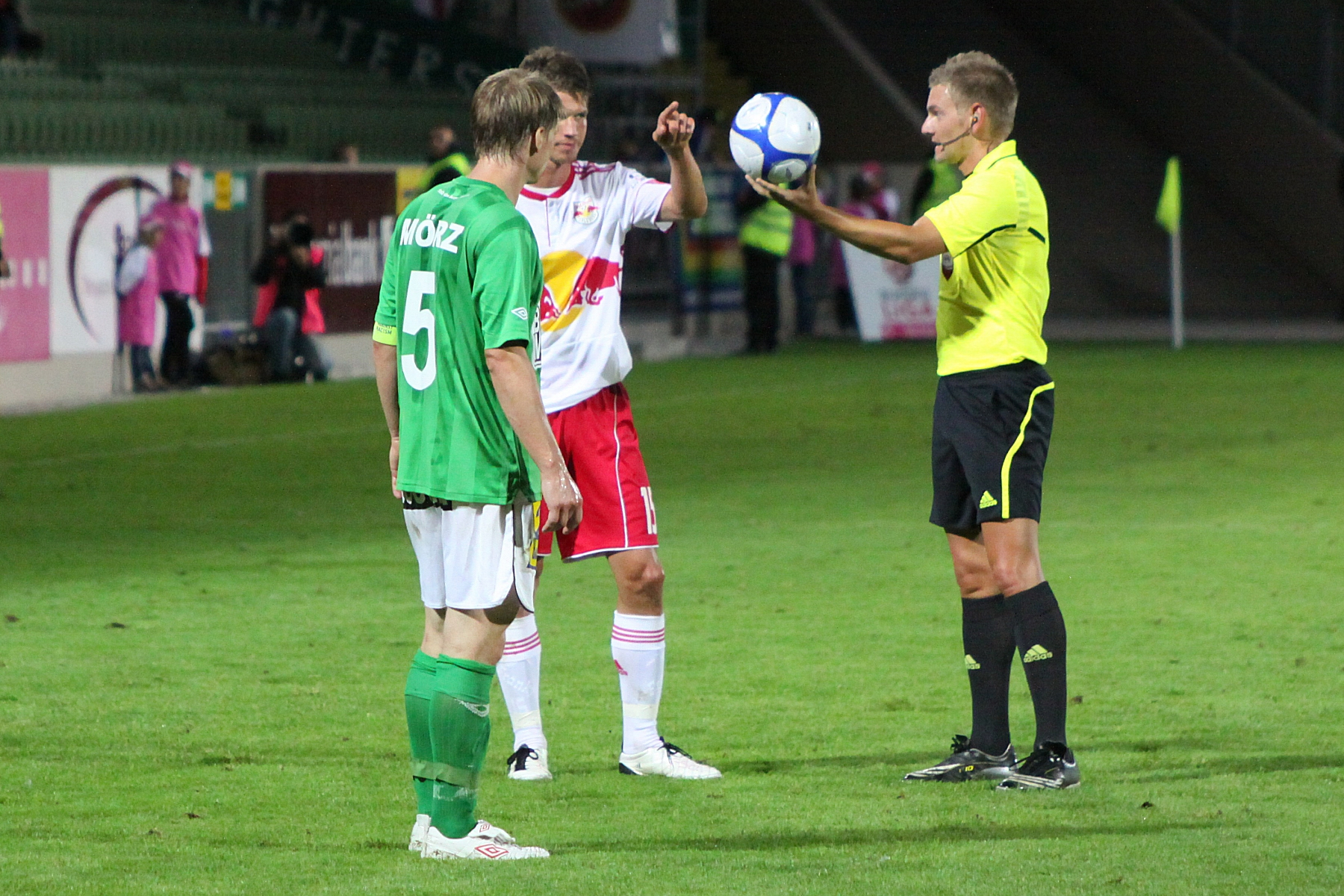
Sędzia piłkarski wykonujący rzut sędziowski.

Rzut sędziowski – w piłce nożnej jest jednym ze sposobów wznowienia gry. Przepisy gry przewidują wznowienie po przerwie w grze rzutem sędziowskim w następujących sytuacjach: 
- naprawa uszkodzonej lub przemieszczonej poprzeczki bramkowej,
- wymiana niezdatnej do gry piłki,
- pojawienie się na polu gry osoby niepożądanej (niebędącej zawodnikiem, rezerwowym lub osobą funkcyjną),
- kontuzja zawodnika niepowstała w wyniku naruszenia przepisów gry,
- użycie gwizdka przez kibica i wypłynięcie tego zdarzenia na grę,
- pojawienie się na polu gry drugiej piłki, innego przedmiotu lub zwierzęcia,
- zasygnalizowanie gwizdkiem przez sędziego, że bramka została zdobyta, mimo że piłka nie przekroczyła linii bramkowej całym swoim obwodem,
- z powodu, który zgodnie z przepisami gry, nie wiąże się ze wznowieniem w inny sposób.

Rzut sędziowski wykonuje sędzia przez upuszczenie piłki w miejscu, w którym znajdowała się ona w chwili przerwania gry. Jeśli przerwanie gry nastąpiło, gdy piłka znajdowała się w polu bramkowym, rzut sędziowski wykonuje się z linii pola bramkowego równoległej do linii bramkowej. Wznowienie gry następuje w momencie dotknięcia podłoża przez piłkę. Bezpośrednio po wykonaniu rzutu sędziowskiego nie można zdobyć bramki.